# Sarona pusilla
Sarona pusilla är en insektsart som beskrevs av Asquith 1994. Sarona pusilla ingår i släktet Sarona och familjen ängsskinnbaggar. Inga underarter finns listade i Catalogue of Life.